# 가가 정리
대수기하학에서 가가 정리(GAGA定理, 영어: GAGA theorems)는 복소수에 대한 사영 스킴이 해석적 다양체와 유사한 성질을 갖는다는 것을 보이는 일련의 정리들이다.

## 주요 진술
{\displaystyle X}를 사영 복소 대수 다형체라고 하자. {\displaystyle X}는 복소수이기 때문에 복소수 점 {\displaystyle X(\mathbb {C} )}의 집합에 조밀 복소 해석 공간의 구조가 주어질 수 있다. 이 해석 공간은 {\displaystyle X^{\mathrm {an} }}로 표시된다. 마찬가지로, 만약 {\displaystyle {\mathcal {F}}}가 {\displaystyle X}위의 층이면 대응하는 {\displaystyle X^{\mathrm {an} }}위의 층 {\displaystyle {\mathcal {F}}^{\text{an}}}가 존재한다. 해석적 대상과 대수적 대상의 이러한 연결은 함자이다. {\displaystyle X}와 {\displaystyle X^{\mathrm {an} }}에 관한 원형 정리는 {\displaystyle X}위의 두 개의 연접층 {\displaystyle {\mathcal {F}}}와 {\displaystyle {\mathcal {G}}}에 대해 자연 준동형
{\displaystyle {\text{Hom}}_{{\mathcal {O}}_{X}}({\mathcal {F}},{\mathcal {G}})\rightarrow {\text{Hom}}_{{\mathcal {O}}_{X}^{\text{an}}}({\mathcal {F}}^{\text{an}},{\mathcal {G}}^{\text{an}})}
이 동형사상이라고 한다. 여기서 {\displaystyle {\mathcal {O}}_{X}}는 대수적 다형체 {\displaystyle X}의 구조 층이고 {\displaystyle {\mathcal {O}}_{X}^{\text{an}}}는 해석적 다형체 {\displaystyle X^{\mathrm {an} }}의 구조 층이다. 즉, 대수 다형체 {\displaystyle X}에 대한 연접층의 범주는 해석적 다형체 {\displaystyle X^{\mathrm {an} }}에 대한 해석적 연접층의 범주와 동등하며, 그 동등성은 사상 {\displaystyle {\mathcal {F}}\rightarrow {\mathcal {F}}^{\text{an}}}에 의해 대상에 부여된다. (특히 {\displaystyle {\mathcal {O}}_{X}^{\text{an}}} 그 자체는 연접층이며, 이는 Oka 일관성 정리로 알려진 결과이며, 또한 "Faisceaux Algebriques Coherents"( Serre (1955) )에서 대수적 다형체 {\displaystyle {\mathcal {O}}_{X}}의 구조 층이 연접층이라고 증명되었다. )
또 다른 중요한 진술은 다음과 같다. 대수적 다형체 {\displaystyle X}에서 임의의 연접층 {\displaystyle {\mathcal {F}}}에 대해 준동형
{\displaystyle \varepsilon _{q}\ :\ H^{q}(X,{\mathcal {F}})\rightarrow H^{q}(X^{an},{\mathcal {F}}^{an})}
들은 모든 q' 에 대해 동형사상이다. 이는 {\displaystyle X} 상의 q 번째 코호몰로지 군이 {\displaystyle X^{\mathrm {an} }} 상의 코호몰로지 군과 동형임을 의미한다.
정리는 위에서 언급한 것보다 훨씬 더 일반적으로 적용된다(아래 공식 설명 참조). 그것과 그 증명은 저우 정리, 립시츠 원리 및 고다이라 소멸 정리와 같은 많은 결과를 가져온다.

## 배경
대수적 다형체는 국소적으로 다항식의 공통 영점 집합으로 정의되며 복소수에 대한 다항식은 정칙 함수이기 때문에 {\displaystyle \mathbb {C} }에 대한 대수적 다형체는 해석 공간으로 해석될 수 있다. 마찬가지로, 다형체 사이의 정규 사상은 해석 공간 사이의 정칙 사상으로 해석된다. 다소 놀랍게도 대수적 방법으로 해석 대상을 해석하기 위해 반대 방향으로 가는 것이 종종 가능하다.
예를 들어, 리만 구에서 자기 자신에 대한 해석 함수가 유리 함수이거나 동일한 무한 함수(리우빌 정리의 확장)임을 쉽게 증명할 수 있다. 그러한 함수 {\displaystyle f}가 상수가 아닌 경우 {\displaystyle f(z)}가 무한대인 z 집합이 분리되고 리만 구가 콤팩트하므로 {\displaystyle f(z)}가 무한대인 z가 유한하게 많다. 이러한 모든 z에서 로랑 급수 전개를 고려하고 특이 부분을 뺀다. 우리는 리우빌의 정리에 의해 상수인 {\displaystyle \mathbb {C} }의 값을 갖는 리만 구에 함수를 남긴다. 따라서 {\displaystyle f}는 유리 함수이다. 이 사실은 대수 다형체로서 또는 리만 구로서 복소 사영 직선 사이에 본질적인 차이가 없음을 보여준다.

## 중요한 결과
19세기부터 시작된 대수 기하학과 해석 기하학 사이의 비교 결과에 대한 오랜 역사가 있다. 중요한 결과 중 일부는 연대순으로 여기에 나열되어 있다.

### 리만의 존재 정리
리만 곡면 이론은 콤팩트 리만 곡면에 충분한 유리형 함수가 있어 (매끄러운 사영) 대수 곡선을 만든다는 것을 보여준다. 리만 존재 정리라는 이름으로 콤팩트 리만 곡면의 분기된 덮개에 대한 더 깊은 결과가 알려졌다. 위상 공간으로 보았을 때 그러한 유한 덮개는 분기점의 여집합의 기본 군의 순열 표현으로 분류된다. 리만 곡면의 성질은 국소적이기 때문에 이러한 덮개는 복소 해석적 의미에서 덮개로 쉽게 볼 수 있다. 그런 다음 그것들이 대수 곡선의 덮개 사상에서 나온다는 결론을 내릴 수 있다 — 즉, 그러한 덮개는 모두 함수체의 유한 확장에서 나온다.

### 레프셰츠 원리
20세기에 솔로몬 레프셰츠의 이름을 딴 레프셰츠 원리는 {\displaystyle K}를 복소수 체인 것처럼 취급하여 표수 0의 대수적으로 닫힌 체 {\displaystyle K}에 대한 대수 기하학에 대한 위상 수학 기법 사용을 정당화하기 위해 대수 기하학에서 인용되었다. 그것의 기본 형식은 {\displaystyle \mathbb {C} }에 대한 체의 1차 이론의 참 진술이 표수 0의 대수적으로 닫힌 체 {\displaystyle K}에 대해 참이라고 주장한다. 정확한 원리와 그 증명은 알프레드 타르스키가 했으며 수리 논리를 기반으로 한다.
이 원리는 {\displaystyle \mathbb {C} }에 대한 대수적 다형체에 대한 해석적 또는 위상 수학적 방법을 사용하여 얻은 일부 결과를 표수 0의 다른 대수적으로 닫힌 기저 체로 옮길 수 있도록 한다. )

## 정리
가가 정리에 따르면, 다음이 성립한다.

### 해석 공간의 존재
{\displaystyle X}가 {\displaystyle \operatorname {Spec} \mathbb {C} } 위의 유한형 스킴이라고 하자. 그렇다면, 다음을 만족시키는 환 달린 공간 {\displaystyle (X^{\operatorname {an} },{\mathcal {O}}_{X}^{\operatorname {an} })}이 존재한다.
- {\displaystyle X^{\operatorname {an} }}의 점들은 {\displaystyle X}의 자리스키 닫힌 점들이다.
- 포함 사상 {\displaystyle \lambda _{X}\colon X^{\operatorname {an} }\hookrightarrow X}은 연속 함수이며 환 달린 공간의 사상이다.

{\displaystyle X} 위의 층 {\displaystyle {\mathcal {F}}}에 대하여, 층 {\displaystyle {\mathcal {F}}^{\operatorname {an} }}을 {\displaystyle X} 위에 다음과 같이 정의할 수 있다.
{\displaystyle \lambda _{X}^{-1}{\mathcal {F}}\otimes _{\lambda _{X}^{-1}{\mathcal {O}}_{X}}{\mathcal {O}}_{X}^{\operatorname {an} }}
이는 {\displaystyle {\mathcal {O}}_{X}}-가군층의 범주에서 {\displaystyle {\mathcal {O}}_{X}^{\operatorname {an} }}-층의 범주로 가는 완전 함자이다.
두 복소수 위의 스킴 {\displaystyle X,Y}에 대하여, 복소수 위의 국소 유한형 사상 {\displaystyle \phi \colon X\to Y}가 주어졌다면, 다음을 만족시키는 연속 함수 {\displaystyle \phi ^{\operatorname {an} }\colon X^{\operatorname {an} }\to Y^{\operatorname {an} }}가 존재한다.
- {\displaystyle \lambda _{Y}\circ \phi ^{\operatorname {an} }=\phi \circ \lambda _{X}}
- {\displaystyle \phi ^{\operatorname {an} }}은 환 달린 공간의 사상이다.

### 연접층의 성질
가가 정리에 따르면, 연접층의 경우 스킴 위의 연접층과 해석 공간 위의 연접층 사이에 다음과 같은 조건 아래 일대일 대응이 존재한다.
- {\displaystyle X^{\operatorname {an} }}이 하우스도르프 콤팩트 공간이며, {\displaystyle (X,{\mathcal {O}}_{X})} 위의 두 연접층 {\displaystyle {\mathcal {F}}}, {\displaystyle {\mathcal {G}}}가 주어졌고, {\displaystyle f\colon {\mathcal {F}}^{\mathrm {an} }\to {\mathcal {G}}^{\mathrm {an} }}가 {\displaystyle {\mathcal {O}}_{X}^{\operatorname {an} }}-층의 사상이라면, {\displaystyle f=\phi ^{\operatorname {an} }}인 유일한 {\displaystyle {\mathcal {O}}_{X}}-가군층 {\displaystyle f\colon {\mathcal {F}}\to {\mathcal {G}}}가 존재한다.
- 반대로, {\displaystyle {\mathcal {R}}}가 {\displaystyle (X^{\operatorname {an} },{\mathcal {O}}_{X}^{\operatorname {an} })} 위의 연접층이라면, {\displaystyle {\mathcal {F}}^{\operatorname {an} }\cong {\mathcal {R}}}인 {\displaystyle {\mathcal {O}}_{X}}-가군층 {\displaystyle {\mathcal {F}}}가 존재한다.

복소수 위의 스킴 사이의 유한형 사상 {\displaystyle \phi \colon X\to Y} 및 연접층 {\displaystyle {\mathcal {F}}}에 대하여, 자연스러운 사상 {\displaystyle (\phi _{*}{\mathcal {F}})^{\operatorname {an} }\to \phi _{*}^{\operatorname {an} }{\mathcal {F}}^{\operatorname {an} }}은 단사 사상이며, 만약 {\displaystyle \phi }가 고유 사상이라면 이는 동형 사상이다.

### 저우 정리
(비특이 해석적) 복소다양체 {\displaystyle X}에서 복소수 사영 공간 {\displaystyle \mathbb {CP} ^{n}} 속으로 가는 단사 쌍정칙 함수 {\displaystyle \iota \colon X\hookrightarrow \mathbb {CP} ^{n}}가 주어졌다고 하자. 저우 정리([周]定理, 영어: Chow’s theorem)에 따르면, 다음 두 조건이 서로 동치이다.:167:8, Theorem 1.9
- {\displaystyle \iota (X)}는 복소수 사영 공간의 (비특이 해석적) 닫힌 부분 복소다양체를 이룬다. 즉, {\displaystyle \iota (X)}는 복소수 사영 공간의 표준적 (해석적) 위상에 대하여 닫힌집합이다.
- {\displaystyle \iota (X)}는 복소수 사영 공간의 닫힌 부분 대수다양체를 이룬다. 즉, {\displaystyle \iota (X)}는 복소수 사영 공간의 자리스키 위상에 대하여 닫힌집합이다.

## 예
가가 정리는 연접층이 왜 중요한 개념인지를 설명한다. 예를 들어, 상수층 {\displaystyle {\underline {\mathbb {C} }}}를 생각하자. 이 경우, 모든 {\displaystyle p>0}에 대하여 {\displaystyle H^{i}(X;{\underline {\mathbb {C} }})=0}이지만, {\displaystyle X^{\operatorname {an} }}이 위상수학적으로 자명하지 않는 경우 {\displaystyle H^{i}(X^{\operatorname {an} };{\underline {\mathbb {C} }})}는 (복소 계수 특이 코호몰로지와 일치하므로) 자명하지 않다.

## 역사
장피에르 세르가 1956년에 증명하였다. 이름의 "가가"(프랑스어: GAGA)는 세르의 논문의 제목인 프랑스어: géométrie algébrique et géométrie analytique 제오메트리 알제브리크 에 제오메트리 아날리티크[*](대수기하학과 해석기하학)의 약자이다. 이후 알렉산더 그로텐디크가 이를 스킴의 언어로 재정리하였다.

## 같이 보기
- 카르탕 정리
- 에탈 코호몰로지